# Parc provincial de Spray Valley
Le Parc provincial de Spray Valley est l'un des 108 parcs provinciaux de l'Alberta, au Canada.  Il est situé au sud-est du parc national de Banff.
Dans le parc se trouvent plusieurs plans d'eau, les principaux étant le Spray Lakes Reservoir et Goat Pond.